# Edificio Lex
El edificio Lex es un edificio de oficinas gubernamentales ubicado en el barrio europeo de Bruselas (Bélgica). Se trata de un edificio anexo del Consejo de la Unión Europea (su inmueble principal es el edificio Justus Lipsius) y está situado en la Rue de la Loi/Wetstraat 145.

## Historia
Las trabajos se iniciaron en 2001, y la construcción a partir de 2004, cuando el antiguo edificio fue demolido. Fue terminado en 2006. El edificio fue construido por y es propiedad de la empresa Lex 2000. El Consejo tiene un alquiler de larga duración en el inmueble así como una opción de compra. Debido a un exceso de volumen en la edificación, Lex 2000 tuvo que financiar la renovación de apartamentos cercanos para compensar.
Está construido en el lugar que ocupaba una mansión privada, similar al edificio vecino Edificio Europa que fue demolido en lugar de ser renovado con el fin de crear un edificio moderno mucho más grande. Debido a la ampliación de 2004 de la Unión Europea se hizo necesario espacio adicional para las instituciones de la UE. El edificio Justus Lipsius no podía ampliarse debido a la cercanía de zonas residenciales y la protección del actual edificio Europa, por lo que Lex se convirtió en un nuevo proyecto para satisfacer la mayor demanda de espacio para oficinas.

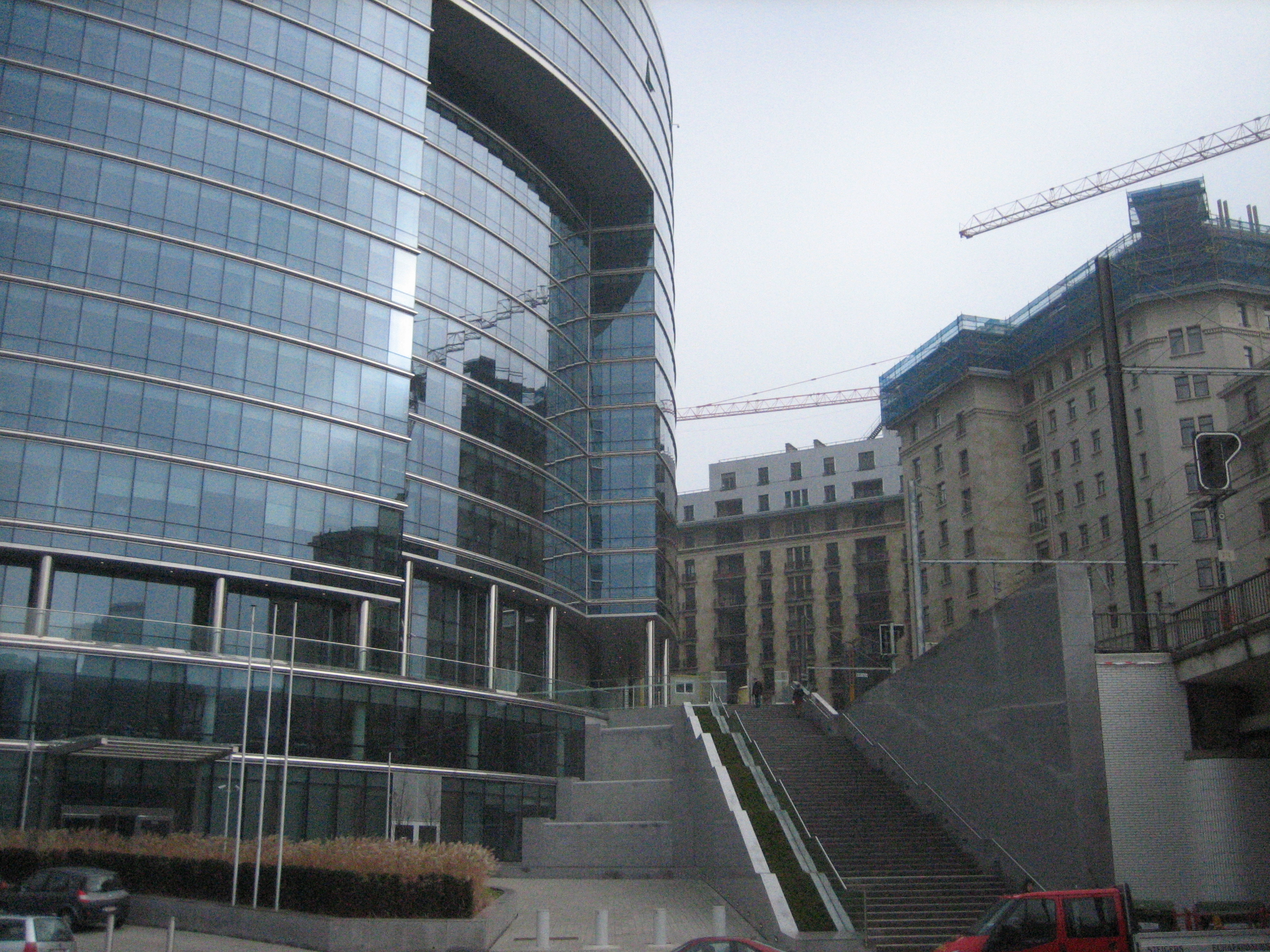
Lex visto desde el sur.

Los primeros planes fueron presentados en 1988 por la compañía que construyó el Espacio Léopold, sin embargo se consideraron demasiado ambiciosos por parte de las autoridades locales. Iba a ser un edificio de gran altura, actuando como una puerta de entrada al distrito, junto con el edificio Charlemagne situado enfrente. Las autoridades exigieron una reducción de veinte metros, dándole quince pisos en lugar de los veinte previstos inicialmente, con el fin de preservar la dominancia visual las arcadas del edificio Berlaymont y del Cincuentenario.

## Características
Hay tres plantas de sótano para servicios técnicos - a pesar de que el aparcamiento cuenta con menos de 200 plazas ya que se consideró que los enlaces con el transporte público eran suficientes. La entrada principal tiene enlaces directos con el metro y las estaciones de tren y la planta baja está ocupada por un gran restaurante. La estructura de cristal del edificio pretende transmitir transparencia, con dos plantas abiertas para dar una sensación de mayor libertad en el interior.